# Lastschaltgetriebe
Ein Lastschaltgetriebe ist eine spezielle Form des Fahrzeuggetriebes, bei dem die Übersetzung unter Last, also während der Fahrt, ohne Unterbrechung des Drehmoments geändert werden kann. Dadurch können auch während des Schaltvorganges Vortriebskräfte übertragen werden, das Fahrzeug kann auch während des Schaltvorganges weiterbeschleunigen, es ergeben sich deshalb beim Schaltvorgang keine Komforteinbußen.
Beim Schalten eines Gangs wird ein Schaltelement des alten Gangs geöffnet und gleichzeitig ein anderes Schaltelement des neuen Gangs geschlossen. Gruppenschaltungen mit mehr als zwei beteiligten Schaltelementen werden in der Regel vermieden, können aber bei Traktorgetrieben aufgrund der Gruppenbauweise nicht umgangen werden.
In der Regel sind die Schaltelemente als Reibungskupplungen ausgeführt (zumeist Lamellenkupplungen), seltener werden auch befüll- und entleerbare hydrodynamische Kupplungen verwendet.
Konventionelle Automatikgetriebe in Personenkraftwagen sind Lastschaltgetriebe, ebenso ermöglichen Doppelkupplungsgetriebe Schaltvorgänge ohne Zugkraftunterbrechung.

## Traktor
Bei Traktoren werden ebenfalls Lastschaltgetriebe eingesetzt, weil sie insbesondere bei der Arbeit in hügeligem Gelände und auf wechselnden Bodenarten eine schnellere Arbeit ermöglichen und helfen Kraftstoff zu sparen. Traktorgetriebe sind häufig auch nur teillastschaltbar, d. h. nur zwischen manchen Gängen kann ohne Zugkraftunterbrechung geschaltet werden, während andere (z. B. Gruppenwechsel) mit einer Zugkraftunterbrechung verbunden sind.
Das Multi-Power Getriebe von Massey Ferguson war 1962 das branchenweit erste Getriebe, das Gangwechsel ohne Zugkraftunterbrechung ermöglichte. Es wurde als Option für ausgewählte Massey Ferguson-Traktoren angeboten. Dabei konnte aus jedem Gang und aus jeder Gruppe ein Gangwechsel zwischen „Low“ und „High“ durchgeführt werden. Aus dem Standardgetriebe mit sechs Vorwärts- und zwei Rückwärtsgängen wurden 12 Vorwärts- und vier Rückwärtsgänge.